# باندولف الخامس من كابوا
باندولف الخامس كان كونت تيانو وأمير كابوا (1022-1026). عينه بلغريم مطران كولونيا على كابوا بعد أن حاصرها وطرد أميرها باندولف الرابع وسجنه في ألمانيا. منح الإمبراطور هنري الثاني إمارة كابوا رسميًا لباندولف الخامس في 1023 وأرفق به ابنه جون كأمير مشترك.